# Upplands runinskrifter 1144

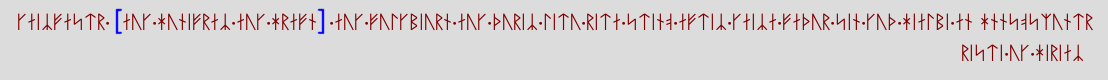
Runslingan på U 1144

Runinskrift U 1144 är en runsten vid Tierps kyrka i Tierps socken och Tierps kommun, Örbyhus härad i Uppland. Den står bredvid U 1143 på nordsidan av den äldre kyrkogårdsmuren.

## Inskriften
Runor:ᚴᛅᛁᛦᚠᛅᛋᛏᚱ᛫‍ᛅᚢᚴ᛫ᚼᚢᚾᛁᚠᚱᛅᛦ᛫ᛅᚢᚴ᛫ᚼᚱᛅᚠᚾ‍᛫ᛅᚢᚴ᛫ᚠᚢᛚᚴᛒᛁᚢᚱᚾ
᛫ᛅᚢᚴ᛫ᚦᚢᚱᛁᛦ᛫ᛚᛁᛏᚢ᛫ᚱᛁᛏᛅ᛫ᛋᛏᛁᚾᚮ᛫ᛅᚠᛏᛁᛦ᛫ᚴᛅᛁᛦᛅ᛫ᚠᛅᚦᚢᚱ᛫ᛋᛁᚾ᛫ᚴᚢ
ᚦ᛫ᚼᛁᛅᛚᛒᛁ᛫ᛅᚾ ᚼᚾᚾᛋᚮᛋᛘᚢᚾᛏᚱᛁᛋᛏᛁ᛫ᚢᚴ᛫ᚼᛁᚱᛁᛅᛦ
Translitterering av runraden:
' kaiʀfast(r) [auk hunifraʀ auk hrafn] ' auk ' fulkbiurn ' auk þuriʀ ' litu rita stino ' aftiʀ ' kaiʀ[a] f[a]þur sin ' kuþ hialbi (a)n- h(o)ns ' osmuntristi ' uk hiriaʀ '
Normalisering till runsvenska:
Gæiʀfastr ok Honæfʀ(?)/Hynifraʀ(?) ok Hrafn ok Folkbiorn ok Þoriʀ letu retta stæina æftiʀ Gæiʀa, faður sinn. Guð hialpi an[d] hans. Asmundr risti ok Hæriaʀʀ(?).
Översättning till nusvenska:
Gerfast och Hunifar och Ravn och Folkbjörn och Tore läto uppresa stenarna efter Gere sin fader. Gud hjälpe hans ande. Åsmund ristade och Hiriar."

## Stenen
Stenen är sliten och eftersom den tidigare använts som tröskelsten i kyrkan fattas delar av runslingan. Hela texten har dock bevarats i avritningar från 1600-talet.
Runmästaren Åsmund Kåresson som signerade ristningen tillsammans med den annars okände Hiriar, står för ett fyrtiotal runstenar i Uppland.